# Дайнел, Кейси
Кейси Дайнел (англ. Casey Dienel; род. 10 марта 1985) — американская певица, автор-исполнитель. В 2006 году на лейбле Hush Records она выпустила свой дебютный альбом Wind-Up Canary. В настоящее время выступает с проектом White Hinterland, чей дебютный альбом Phylactery Factory был выпущен 4 марта 2008 года на независимом лейбле Dead Oceans. Играет на фортепиано, клавишных и на укулеле.

## Биография
Большую часть своей юности Кейси провела в Сичуэйте, в штате Массачусетс. Начала брать уроки игры на фортепиано в возрасте 4 лет, а в 14 лет начала писать свои первые поп-песни. Во время обучения в Scituate High School, Дайнел создала недолго просуществовавшую группу The Bong Loads.
После окончания средней школы Дайнел перебралась в Бостон, чтобы поступить в Консерваторию Новой Англии, отклонив ранее предложение обучаться в Sarah Lawrence College. После одного семестра обучения классическому вокалу, она начала осваивать Музыкальные композиции. За два года обучения в консерватории она училась вместе со многими известными музыкантами и исполнителями, включая Доминика Иде и композитора Ли Хайла. Позже оставила обучение с целью продолжить свою собственную музыкальную карьеру.
В то же период своей жизни, проведённый в Бостоне, она встретила Дилана Метрано из группы Tiger Saw и какое-то время была членом его коллектива. В настоящее время она проживает в Портленде, в штате Орегон.

## Wind-Up Canary
Зимой 2005 года Дайнел предоставилась возможность записать несколько композиций в заброшенном доме, неподалёку от фермы в Леоминстера, Массачусетс. Позаимствовав у местной гостиницы фортепиано, она вместе со своими друзьями по консерватории записала несколько своих песен без намерения когда-либо их издать. Тем не менее, без ведома Дайнел, эти записи попали в руки главе лейбла Hush Records Чеду Краучу, и он связался с ней, чтобы обсудить выпуск альбома. Дайнел согласилась, и в марте 2006 года Hush издал её записи под названием Wind-Up Canary.

## Vessels
29 ноября 2006 Кейси Дайнел сообщила о том, что вместе с Джимом Рейнольдсом работает над записью мини-альбома Vessels. Его релиз планировался на начало 2007 года.
На сегодняшний день Vessels до сих пор остаётся неизданным, но тем не менее записи и тексты песен мини-альбома можно найти в интернете.

## White Hinterland
4 января 2008 года, после небольшого «перерыва», Дайнел в своём блоге анонсировала, что больше не будет выступать под своим подлинным именем. В то же время в блоге появилась информация, что в ближайшее время планируется выпуск альбома Phylactery Factory, который выйдет под вывеской проекта White Hinterland.
В 2010 году группа White Hinterland (состоящая из дуэта Дайнел и музыканта Шона Кридена) совершила турне по Европе и США со своим альбомом Kairos. Песня из этого альбома, «Icarus», прозвучала в одном эпизоде драмы ABC Family «Милые обманщицы». Также она была использована в фильме 2010 года «Это очень смешная история».

## Baby
1 апреля 2014 года на лейбле Dead Oceans White Hinterland выпустили свой третий студийный альбом Baby.

## Судебное разбирательство
В мае 2016 года Billboard сообщил о том, что White Hinterland подали в суд на Джастина Бибера и Skrillex за то, что дуэт якобы сделал плагиат их песни «Ring the Bell», использовав её элементы в своей песне «Sorry». Восемь секунд композиции «Ring the Bell» используют риф песни «Sorry». Продюсер Skrillex ответил на претензии, загрузив видео с песней, где бэк-вокальную партию исполняет соавтор композиции Джулия Майклс.

## Дальнейшая сольная карьера

### Imitation Of A Woman To Love
18 мая 2017 года Дайнел под собственным именем выпустила альбом Imitation Of A Woman To Love; там она выступила певицей, автором песен, продюсером и звукоинженером. Отдельно от альбома она выпустила два сингла: «High Times» (выпущен 12 апреля 2017) и «Thrasher» (28 апреля 2017). В своей рецензии для Rolling Stone, Мора Джонстон описала альбом как «потрясающе растягивающейся коллекцией».

## Личная жизнь
С 2008 года проживала в Портленде, штат Орегон, но вернулась в Скитуэйт во время записи Baby. Сейчас проживает в Бруклине.

## Дискография

### Под собственным именем
- 2006 Wind-Up Canary (Hush Records[англ.])
- 2017 Imitation of a Woman to Love (2017, Paddle Your Own Canoe Society)

### В составе проекта White Hinterland
- Phylactery Factory (2008, Dead Oceans[англ.])
- Luniculaire EP (2008, Dead Oceans[англ.])
- Kairos (2010, Dead Oceans[англ.])
- Baby (2014, Dead Oceans)